# Distretto di Myrhorod
Il distretto di Myrhorod (in ucraino Миргородський район?) è un distretto nell'oblast' di Poltava,  in Ucraina. Il suo centro amministrativo è la città di Myrhorod. Ha una popolazione di 198 076 abitanti.
Il 18 luglio 2020, come parte della riforma amministrativa dell'Ucraina, il numero di distretti dell'oblast di Poltava è stato ridotto a quattro e l'area del distretto di Myrhorod è stata notevolmente ampliata.